# Jimmy Andersson (ishockeyspelare)
Jimmy Karl Mikael Andersson, född 29 augusti 1989 i Sollentuna, är en svensk före detta professionell ishockeyspelare. Anderssons moderklubb är Spånga IS, med vilka han tog ett U16 SM-silver säsongen 2004/05. Som junior spelade Andersson för HV71 och tog ett SM-silver med HV71 J20 2009. Han hade dessförinnan gjort seniordebut med HV71 säsongen 2007/08 och blev säsongen därpå under en period utlånad till IK Oskarshamn i Hockeyallsvenskan. Därefter tillbringade han fyra säsonger vardera med HC Vita Hästen i Hockeyettan, och Karlskrona HK som han var med och tog upp till SHL från Hockeyallsvenskan.
Inför säsongen 2017/18 anslöt Andersson till Linköping HC i SHL, där han spelade i fem säsonger. Säsongen 2022/23 återvände han till HC Vita Hästen. Efter denna säsong gick klubben i konkurs och Andersson skrev i juli 2023 att avtal med Kalmar HC. Han återvände sedan till Vita Hästen och var med och spelade upp klubben från Hockeytvåan till Hockeyettan 2025; samma år avslutade han sin spelarkarriär.
Andersson är yngre bror till ishockeyspelaren Emilia Ramboldt.

## Karriär

### Klubblag

#### 2004–2017: Början av karriären och etablering i SHL
Andersson inledde sin ishockeykarriär i moderklubben Spånga IS. Säsongen 2004/05 tog han ett U16 SM-silver med laget. 2005 spelade han TV-pucken med Stockholm 1 och vann ett brons. Andersson vann också turneringens assistliga – totalt noterades han för elva poäng på åtta matcher (två mål, nio assist). Från och med säsongen 2005/06 ingick Andersson i HV71:s juniorverksamhet och tog 2009 ett SM-silver med klubbens J20-lag. Dessförinnan hade han gjort debut i SHL den 6 mars 2008 i en match mot Skellefteå AIK.
Säsongen 2008/09 spelade Andersson åtta matcher för HV71 i SHL, och tillbringade istället större delen av säsongen i Hockeyallsvenskan med IK Oskarshamn, som han blev utlånad till. Han gjorde debut i Hockeyallsvenskan den 28 november 2008, i en 2–1-förlust mot IF Björklöven. Andersson gjorde sina två första mål i Hockeyallsvenskan den 30 november samma år, på Joakim Lundström, i en 8–3-förlust mot IF Sundsvall Hockey. Totalt spelade Andersson 18 matcher för Oskarshamn och noterades för två mål och två assistpoäng.
Inför säsongen 2009/10 värvades Andersson till HC Vita Hästen i Hockeyettan. Under sin första säsongen i laget snittade han över en poäng per match (45 poäng på 40 matcher) och vann lagets interna skytteliga då han stod för 24 mål. Trots flera anbud från lag i Hockeyallsvenskan, förlängde Andersson sitt kontrakt med Vita Hästen med ett år i slutet av april 2010. Säsongen därpå var Andersson lagets näst främste poängplockare och vann för andra året i följd lagets interna skytteliga. På 31 matcher noterades han för 45 poäng (22 mål, 23 assist). Efter säsongens slut förlängde han återigen sitt kontrakt med ett år. Under sin tredje säsong med Vita Hästen sjönk Anderssons poängproduktion, samtidigt som han missade ett antal matcher på grund av skador. På 32 matcher stod han för 22 poäng. I början av maj 2012 förlängdes hans kontrakt med ytterligare ett år och säsongen 2012/13 kom att bli Anderssons sista i Vita Hästen. Andersson vann lagets interna poängliga och gjorde för tredje gången i klubben 45 poäng i grundseriespelet. På fyra säsonger noterades han för 155 poäng på 144 matcher (70 mål, 85 assist).
I slutet av april 2013 meddelade Karlskrona HK i Hockeyallsvenskan att man skrivit ett tvåårsavtal med Andersson. I sin andra säsong i klubben var han med och spelade upp laget till SHL sedan man besegrat Västerås IK i kvalet till SHL 2015 med 3–1 i matcher. Samma säsong stod han för ett hat trick den 10 oktober 2014, i en 3–4-seger mot Vita Hästen. Andersson förlängde därefter sitt kontrakt med klubben med två år. Den 16 september 2015 spelade han sin första SHL-match för Karlskrona. Tio dagar senare gjorde han sitt första SHL-mål, på Mikael Tellqvist, då han avgjorde matchen som kom att bli Karlskronas första SHL-seger någonsin, mot Djurgårdens IF (4–2).

#### 2017–2025: Linköping HC, Vita Hästen och Kalmar HC
Efter att ha spelat 99 grundseriematcher och stått för 29 poäng (10 mål, 19 assist) för Karlskrona i SHL, meddelades det i mitten av april 2017 att Andersson lämnat klubben och skrivit ett tvåårsavtal med Linköping HC. I sin första säsong i Linköping noterades Andersson för elva poäng på 48 grundseriematcher (åtta mål, tre assist). Laget slutade nia i tabellen och Andersson fick därefter spela sitt första SM-slutspel. Efter att ha slagit ut HV71 i åttondelsfinal med 2–0 i matcher, slogs Linköping ut i semifinalserien mot Djurgårdens IF med 4–1 i matcher. Andersson gick poänglös ur dessa sju matcher. Under sin andra säsong i klubben meddelades det den 27 december 2018 att Andersson förlängt sitt avtal med Linköping med ytterligare tre år. Samma säsong gjorde han sin poängmässigt bästa grundserie i SHL dittills, då han på 52 matcher noterades för 22 poäng (7 mål, 15 assist). Andersson var tillsammans med Chad Billins de enda spelarna i Linköping att spela samtliga grundseriematcher under säsongens gång.
Efter att ha fått sparsamt med speltid i inledningen av säsongen 2021/22 meddelades det den 13 november 2021 att Andersson blivit utlånad från Linköping till HC Vita Hästen i Hockeyallsvenskan, på obestämd tid. Andersson gjorde sin första match i Vita Hästen sedan 2013 den 17 november 2021 och noterades för två mål i en 4–5-förlust mot IF Björklöven. Andersson spelade totalt tolv matcher för klubben och noterades för nio poäng, varav sex mål, innan han återvände till Linköping i mitten av december 2021. Efter säsongens slut stod det klart att Andersson inte fått något nytt kontraktsförslag från Linköping, och därmed lämnat klubben.
Den 31 juli 2022 meddelades det att Andersson återvänt till HC Vita Hästen i Hockeyallsvenskan då han skrivit ett tvåårskontrakt, med option på ytterligare ett år, med klubben. Inför säsongen 2022/23 utsågs han till en av lagets assisterande kaptener. Skadebekymmer gjorde dock att Andersson missade delar av säsongen. Totalt spelade han 36 grundseriematcher där han noterades för sex mål och lika många assist. Vita Hästen slutade på åttonde plats i grundserien och slogs sedan ut i play-in av Västerås IK med 2–0 i matcher.
Den 31 juli 2023 bekräftades det att Andersson skrivit ett ettårskontrakt med Kalmar HC i Hockeyallsvenskan. Andersson utsågs till assisterande lagkapten i Kalmar och spelade därefter 42 grundseriematcher för klubben. Han dubblerade sin poängnotering från föregående säsong och noterades för 3 mål och 21 assistpoäng. Kalmar slutade på tionde plats i grundserien och slogs därefter ut i åttondelsfinal av BIK Karlskoga med 2–1 i matcher. Den 6 maj 2024 bekräftades det att Andersson avslutat sin spelarkarriär. Drygt fyra månader senare, den 15 september, meddelades det dock att han skrivit ett ettårsavtal och återvänt till HC Vita Hästen, nu i Hockeytvåan. Han var med att spela upp klubben till Hockeyettan och på 31 matcher stod han för 27 poäng, varav tolv mål. Den 7 maj 2025 bekräftades det att Andersson valt att avsluta sin spelarkarriär.

### Landslag
2007 Andersson blev uttagen att spela U18-VM i Finland. Andersson inledde Sveriges målskytte i turneringen och laget gick obesegrade i gruppspelsrundan. I semifinalen föll man dock mot Ryssland med 4–5 sedan Aleksej Tjerepanov avgjort i matchens sista sekund. Sverige tilldelades därefter ett brons då man utklassat Kanada i bronsmatchen med 3–8. På sex spelade matcher noterades Andersson för ett mål.

## Statistik

### Klubblag
| 2007–08                  | HV71                     | SHL                      | 1   | 0  | 0  | 0   | 0   | —  | — | — | —  | —  |
| 2008–09                  | HV71                     | SHL                      | 8   | 0  | 0  | 0   | 0   | —  | — | — | —  | —  |
| 2008–09                  | IK Oskarshamn            | HA                       | 18  | 2  | 2  | 4   | 16  | —  | — | — | —  | —  |
| 2009–10                  | HC Vita Hästen           | Div. 1                   | 41  | 24 | 21 | 45  | 40  | 5  | 4 | 0 | 4  | 4  |
| 2010–11                  | HC Vita Hästen           | Div. 1                   | 31  | 22 | 23 | 45  | 14  | 10 | 2 | 2 | 4  | 4  |
| 2011–12                  | HC Vita Hästen           | Div. 1                   | 32  | 8  | 12 | 20  | 14  | 3  | 0 | 2 | 2  | 0  |
| 2012–13                  | HC Vita Hästen           | Div. 1                   | 40  | 16 | 29 | 45  | 45  | 12 | 3 | 3 | 6  | 6  |
| 2013–14                  | Karlskrona HK            | HA                       | 49  | 12 | 24 | 36  | 32  | 6  | 3 | 3 | 6  | 4  |
| 2014–15                  | Karlskrona HK            | HA                       | 49  | 14 | 17 | 31  | 16  | 4  | 0 | 1 | 1  | 2  |
| 2015–16                  | Karlskrona HK            | SHL                      | 50  | 6  | 6  | 12  | 14  | 5  | 3 | 1 | 4  | 0  |
| 2016–17                  | Karlskrona HK            | SHL                      | 49  | 4  | 13 | 17  | 30  | —  | — | — | —  | —  |
| 2017–18                  | Linköping HC             | SHL                      | 48  | 8  | 3  | 11  | 12  | 7  | 0 | 0 | 0  | 0  |
| 2018–19                  | Linköping HC             | SHL                      | 52  | 7  | 15 | 22  | 18  | —  | — | — | —  | —  |
| 2019–20                  | Linköping HC             | SHL                      | 48  | 1  | 8  | 9   | 26  | —  | — | — | —  | —  |
| 2020–21                  | Linköping HC             | SHL                      | 50  | 4  | 8  | 12  | 12  | —  | — | — | —  | —  |
| 2021–22                  | Linköping HC             | SHL                      | 35  | 3  | 2  | 5   | 6   | —  | — | — | —  | —  |
| 2021–22                  | HC Vita Hästen           | HA                       | 12  | 6  | 3  | 9   | 0   | —  | — | — | —  | —  |
| 2022–23                  | HC Vita Hästen           | HA                       | 36  | 6  | 6  | 12  | 6   | 2  | 0 | 0 | 0  | 0  |
| 2023–24                  | Kalmar HC                | HA                       | 42  | 3  | 21 | 24  | 12  | 3  | 0 | 0 | 0  | 6  |
| 2024–25                  | HC Vita Hästen           | Div. 2                   | 25  | 11 | 13 | 24  | 10  | 6  | 1 | 2 | 3  | 6  |
| SHL totalt               | SHL totalt               | SHL totalt               | 289 | 26 | 40 | 66  | 100 | 12 | 3 | 1 | 4  | 0  |
| Hockeyallsvenskan totalt | Hockeyallsvenskan totalt | Hockeyallsvenskan totalt | 236 | 43 | 73 | 116 | 82  | 15 | 3 | 4 | 7  | 12 |
| Division 1 totalt        | Division 1 totalt        | Division 1 totalt        | 144 | 70 | 85 | 155 | 113 | 30 | 9 | 7 | 16 | 14 |

### Internationellt
| År            | Lag           | Turnering     | Matcher | Mål | Assists | Poäng | Utv. |
| ------------- | ------------- | ------------- | ------- | --- | ------- | ----- | ---- |
| 2007          | Sverige       | U18-VM        | 6       | 1   | 0       | 1     | 2    |
| Junior totalt | Junior totalt | Junior totalt | 6       | 1   | 0       | 1     | 2    |